# Génius
 (novembre 2019).
Ne doit pas être confondu avec Genius.
Génius (Ellsworth Bheezer en version anglaise originale) est un personnage de fiction de l'univers de Mickey Mouse créé en 1949 par Bill Walsh et Manuel Gonzales pour les studios Disney.

## Historique et personnalité
Lors de sa première apparition, le 30 octobre 1949, dans Introducing Ellsworth, Génius est l'oiseau de compagnie de Dingo, mais deviendra par la suite anthropomorphe et prendra le rôle de colocataire.
Sous la plume de Romano Scarpa Génius porte un pull rouge-orange et est présenté comme un baroudeur débrouillard et solitaire, un grand ami de Mickey sur qui l'on peut compter mais qui reste modeste au sujet de ses talents. Une de ses aventures, Genius légionnaire (Topolino e il rampollo di Gancio), fait par exemple ressurgir son passé de légionnaire, période où il recueille son fils adoptif Félix (Bruto en version originale). Curieusement sa personnalité diffère du tout au tout lors de ses apparitions plus tardives dans des histoires humoristiques à une planche : il se montre prétentieux et égocentrique, paresseux et maladroit, ce qui est l'objet de nombreux gags. Il porte alors une casquette verte, comme son fils, avec qui il ne doit pas être confondu.
Depuis 1985 Gen-Clo (pseudonyme de Claude Chebille) et Maximino Tortajada assurent les dessins de ses histoires humoristiques publiées dans Le Journal de Mickey. La plupart des scénarios sont de François Corteggiani, de Didier Le Bornec, et de Dodo.

## Apparitions
Depuis 1949, Génius est apparu dans plusieurs centaines d'histoires. Le site INDUCKS en recense plus de 1140 en avril 2021, dont 950 publiées en France.

## Nom dans différents pays
- Allemagne : Maxi Smart
- Angleterre : Ellsworth
- Brésil : Amadeu
- Chine : 艾尔斯沃斯
- Colombie : Amadeo
- Danemark : Engelbrecht, Rasmus Ravn
- Espagne : Gancho, Eladio
- Finlande : Kuru Korppi
- France : Génius
- Grèce : Γατζος, Τζάκ
- Islande : Erling
- Italie : Gancio
- Norvège : Kra
- Pays-Bas : Leo de Beo
- Pologne : Elek
- Suède : Korpus, Rasmus Korp